# Polycoccum squamarioides
Polycoccum squamarioides är en svampart som tillhör divisionen sporsäcksvampar, och som först beskrevs av William A. Mudd, och fick sitt nu gällande namn av Arnold. Polycoccum squamarioides ingår i släktet Didymocyrtis, och familjen Dacampiaceae. Arten är reproducerande i Sverige.